# Parafia Najświętszego Serca Jezusowego w Gilowie
Parafia Najświętszego Serca Jezusowego w Gilowie – parafia rzymskokatolicka, znajdująca się w archidiecezji lubelskiej, w dekanacie Turobin. 
Według stanu na miesiąc luty 2017 liczba wiernych w parafii wynosiła 948 osób.